# Stiokła i bieton
Stiokła i bieton (ros. Стёкла и бетон, pol. Szkło i beton) (znany również jako Paranoja ros. Паранойя, pol. Paranoja) – drugi album studyjny rosyjskiego muzyka Nikołaja Noskowa wydany po raz pierwszy w Rosji w 1998 roku. Piosenka Paranoja zdobyła trzeci Złoty Gramofon w 1999 roku. Piosenka Primadonna jest coverem utworu o tym samym tytule Ałły Pugaczowej oraz wcześniejszej męskiej wersji śpiewanej przez Walerija Mieładze.

## Lista utworów
Opracowano na podstawie materiału źródłowego
1. Паранойя („Paranoja”) – 3:48
2. Стёкла И Бетон („Stiokła i bieton”) – 4:00
3. Я Тебя Прошу („Ja tiebia proszu”) – 4:01
4. Белая Ночь („Biełaja nocz”) – 4:28
5. Снег („Snieg”) – 4:27
6. Узнать Тебя („Uznat' tiebia”) – 3:56
7. Примадонна („Primadonna”) – 3:32
8. Счастливей Сна („Sczastliwiej sna”) – 4:00
9. Я - Твой DJ („Ja - Twoj DJ”) – 3:59
10. Как Прекрасен Мир („Kak priekrasien mir”) –3:17